# Mikojan LMFS
Mikojan LMFS (rusko Микоян ЛМФС -  Легкий многоцелевой фронтовой самолёт - "lahko večnamensko frontno letalo") je predlagano rusko enomotorno stealth lovsko letalo. Deloma je zasnovan na osnovi preklicanega Mig-1.44. LMFS naj bi nasledil lovce, kot so MiG-29. Za razliko od predhodnikov, bi LMFS imel velike notranje prostore za orožje. 
Poganjal bi ga motor, ki uporablja tehnolgijo od RD-33.